# 三眼彎鮃
三眼彎鮃為輻鰭魚綱鰈形目鰈亞目牙鮃科的其中一種，為亞熱帶海水魚，分布於西大西洋區，從美國北卡羅萊納州至墨西哥猶加敦半島海域，棲息深度可達137公尺，體長可達25公分，棲息在沿岸潟湖淺水域，生活習性不明。

## 扩展阅读
維基物種上的相關：三眼彎鮃